# Michael Joseph
Pour les articles homonymes, voir Joseph.
Michael Joseph (né le 1er novembre 2002 à Gros Islet) est un athlète saint-lucien, spécialiste du 200 et du 400 mètres.

## Biographie
Michael Joseph est étudiant à l'Université du Kansas, aux États-Unis.
Il participe aux Jeux du Commonwealth 2022 à Birmingham : éliminé en demi-finale du 400 m, il se classe 5e du relais 4 × 100 m.
Le 13 mai 2023, lors des championnats de la Big 12 Conference à Norman en Oklahoma, il porte son record personnel sur 200 m à 20 s 41, et descend pour la première fois sous les 45 secondes sur 400 m en réalisant 44 s 77. En juillet lors des Jeux d'Amérique centrale et des Caraïbes à San Salvador, il remporte la médaille d'argent du 400 m en 44 s 90, derrière le Trinidadien Jereem Richards, et réalise les minimas de qualification pour les Jeux olympiques de 2024 ; il est nommé porte-drapeau de la délégation de Sainte-Lucie lors de ces Jeux.

## Palmarès
| Date | Compétition                              | Lieu         | Résultat | Épreuve   | Marque  |
| ---- | ---------------------------------------- | ------------ | -------- | --------- | ------- |
| 2022 | Jeux du Commonwealth                     | Birmingham   | 5e       | 4 × 100 m | 40 s 17 |
| 2023 | Jeux d'Amérique centrale et des Caraïbes | San Salvador | 2e       | 400 m     | 44 s 90 |

## Records
| Épreuve | Épreuve      | Temps        | Lieu     | Date            |
| ------- | ------------ | ------------ | -------- | --------------- |
| 200 m   | Plein air    | 20 s 41      | Norman   | 13 mai 2023     |
| 200 m   | Piste courte | 21 s 47      | Lawrence | 12 janvier 2024 |
| 400 m   | Plein air    | 44 s 77 (NR) | Norman   | 13 mai 2023     |
| 400 m   | Piste courte | 45 s 46 (NR) | Lubbock  | 24 février 2024 |